# Мато (коммуна)
Мато́ (фр. Mathaux) — коммуна во Франции, находится в регионе Шампань — Арденны. Департамент — Об. Входит в состав кантона Бриен-ле-Шато. Округ коммуны — Бар-сюр-Об.
Код INSEE коммуны — 10228.
Коммуна расположена приблизительно в 170 км к востоку от Парижа, в 70 км южнее Шалон-ан-Шампани, в 31 км к востоку от Труа.

## Население
Население коммуны на 2008 год составляло 234 человека.
| 1962 | 1968 | 1975 | 1982 | 1990 | 1999 | 2008 |
| ---- | ---- | ---- | ---- | ---- | ---- | ---- |
| 228  | 238  | 197  | 167  | 186  | 190  | 234  |

## Экономика
В 2007 году среди 144 человек в трудоспособном возрасте (15—64 лет) 99 были экономически активными, 45 — неактивными (показатель активности — 68,8 %, в 1999 году было 75,0 %). Из 99 активных работали 90 человек (46 мужчин и 44 женщины), безработных было 9 (4 мужчины и 5 женщин). Среди 45 неактивных 16 человек были учениками или студентами, 17 — пенсионерами, 12 были неактивными по другим причинам.

## Достопримечательности
- Церковь Сен-Кантен (XVIII век). Памятник истории с 1982 года[3]

## Фотогалерея

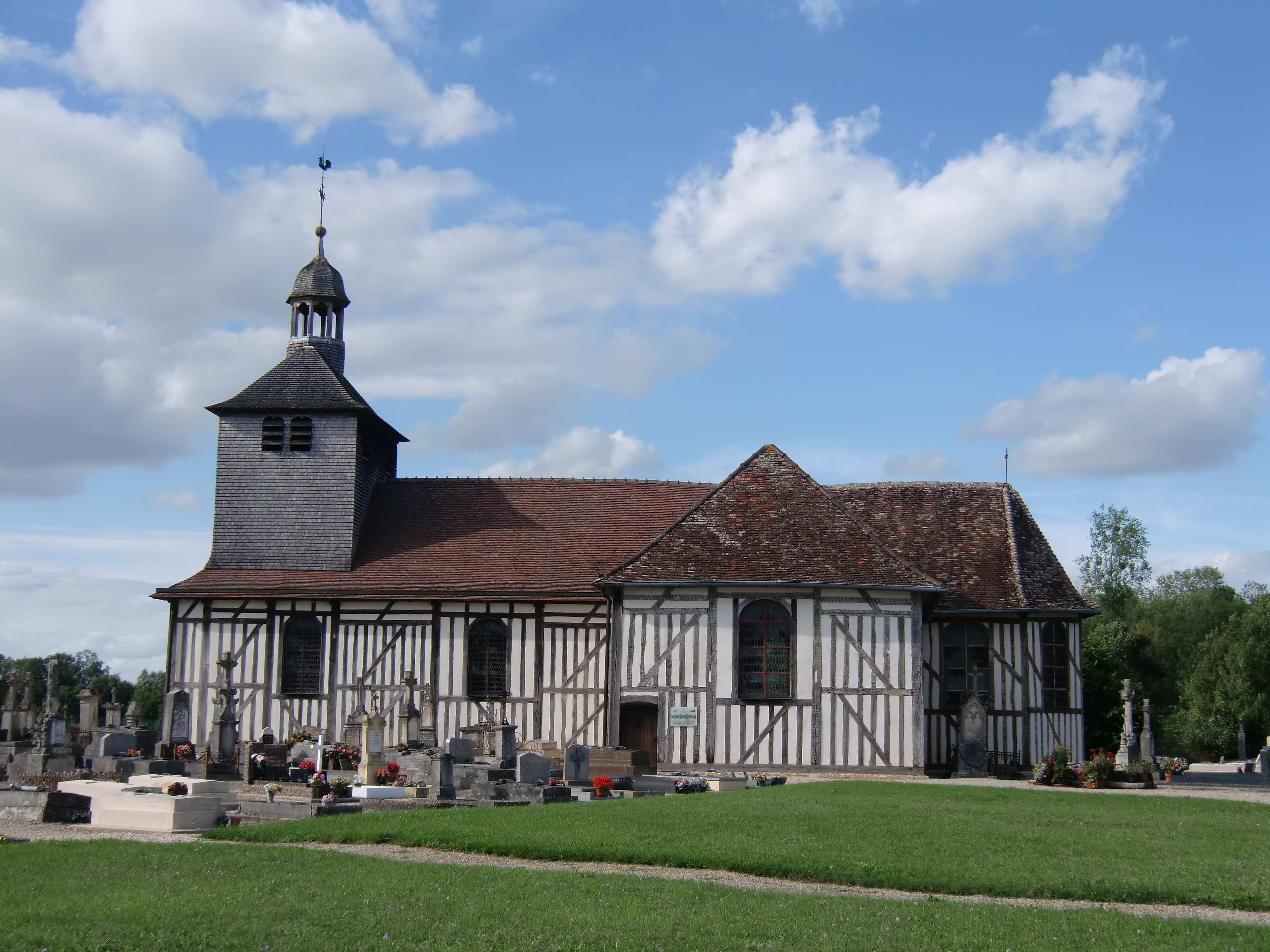
Церковь Сен-Кантен
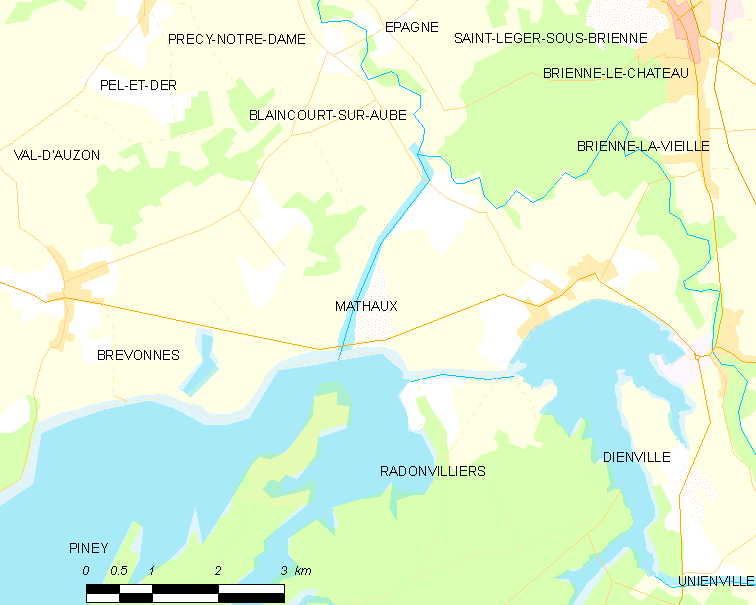
Карта коммуны